# ギター・オーケストレーション
ギター・オーケストレーションとは、エレキギターを用いた、サウンドクリエイトを含めたアレンジ・奏法のこと。
1973年にレコードデビューしたイギリスのロックバンド、クイーンのギタリスト、ブライアン・メイによってその奏法や名称が一般化した。また、1970年代半ばにデビューしたアメリカ合衆国のロックバンド、ボストンのギタリスト、トム・シュルツによって、やや異なった手法のギター・オーケストレーションが行われた。

## 概要
エレキギターの音質の範囲で、主にクラシック音楽で使用されるバイオリン属の弦楽器などをシミュレートして、さらに、一音ずつオーバーダビングすることによって作られる。オーケストラや弦楽四重奏などのストリングス系のシミュレートが主であるが、場合によっては、パイプオルガンなどのキーボード、フルートやサックスなどの木管楽器系などのシミュレートも行うこともある。よって、ギタリストの人数が限られる一般的なロックバンドにとっては、スタジオ録音に限られ、ステージングには向かない傾向にある。
多くのアメリカンロックやヘヴィメタル系のバンドが用いる「ギターアンサンブル」と、ここで述べている「ギター・オーケストレーション」は境目が曖昧である。成立した年代の前後は別として、ギター・オーケストレーションが成立した時点で、「双方は典型的な部分では、明確に異なる」としながらも、「前者は後者のバリエーションの一つ」とする見解もある。
典型的なものを聴感上の点から強いて区別するならば、前者が「コードの構成音に縛られたまま、ギター音がクローズの状態でハーモナイズされ、音の塊が流れていくことから、『ギターの音のキーボード』のように聞こえる」のに対し、後者は「一つ一つのメロディーラインや、ハーモナイズを構成している一つ一つのラインが独立し、コードの構成音などに縛られず、ハーモナイズ部分のパートによって、クローズ、オープン個々に自由に動くことから、文字どおり、『ギターのオーケストラ』のように聞こえる」ことである。
現在確立しているパターンとしては、冒頭で触れた「クイーン」におけるタイプと、「ボストン」におけるタイプとに分かれる。
前者は、ハーモナイズを重要視するタイプで、様々なパターンがある。しかし「バンドでのギタリストが1名」であるのと、「サウンドを構築する際に、スタジオでの機器も多用するとされている」ことから、ステージでの完全再現は不可能に近い。実際にクイーンのライブでは、ディレイを三段に重ねることでギター・オーケストレーションのニュアンスを出している。後者は、「バンド内のギタリストが2名」であることや、「専用エフェクターで音作りをし、それらの音響効果によるステレオ感や音の厚みを強調する」スタイルのため、ステージ再現も最低限可能である。一方で、アレンジ面でメロディライン重視のため、また、均一的な音質面からも、バリエーションは少ない。